# Ninkō

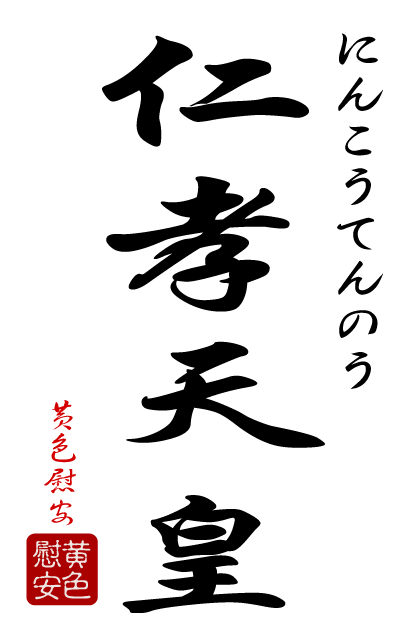
Calligraphie de "Ninkō Tennō"

Ninkō (仁孝天皇, Ninkō Tennō), né le 16 mars 1800 et mort le 21 février 1846, est le 120e empereur du Japon, en suivant la traditionnelle succession. Il règne du  7 mai 1817 jusqu’à sa mort. Son nom personnel est Ayahito (恵仁).

## Généalogie
Ninkō est le sixième fils de l'empereur Kōkaku.
- les fils de l'empereur Ninkō[3]:
  - 1er fils : Osahito (統仁) – deviendra l'empereur Kōmei (孝明天皇, Kōmei tennō?)
- les filles de l'empereur Ninkō[3]:
  - 1re fille : Sumiko (Sumiko-hime)
  - 2e fille : Chikako (Chikako-hime)

## Les événements de la vie de Ninkō-tennō
Il est désigné comme prince de la couronne en 1809 en étant adopté par la femme de l'empereur (chūgū), la princesse impériale Yoshiko (欣子内親王), également connue sous le nom bouddhiste Shinkiyowa-in (新清和院). Il monte sur le trône en 1817 dès que son père s'en retire. Le nouvel empereur suit les prescriptions de son père en essayant de faire revivre certains rituels de la Cour.
Il établit le Gakushūsho (prédécesseur du Gakushūin) pour les nobles de la Cour impériale.
- Bunka 14 (1804) : date de son avènement au trône.

## Les ères du règne de Ninkō-tennō
- Ère Bunka (文化), 1804-1818
- Ère Bunsei (文政), 1818-1830
- Ère Tenpō (天保), 1830-1844
- Ère Kōka (弘化), 1844-1848